# Francesco Milesi
Francesco Milesi (ur. 21 marca 1744 w Wenecji, zm. 18 września 1819 tamże) – włoski duchowny rzymskokatolicki, biskup, patriarcha Wenecji.

## Biografia
Francesco Milesi urodził się 21 marca 1744 w Wenecji w Republice Weneckiej. 25 marca 1767 otrzymał święcenia prezbiteriatu i został kapłanem diecezjalnym.
11 stycznia 1807 z nominacji rządowej został biskupem Vigevano, co zatwierdził papież Pius VII 18 września 1807. 1 listopada 1807 przyjął sakrę biskupią z rąk arcybiskupa Rewenny Antonio Codronchiego. Współkonsekratorami byli biskup in partibus infidelium Sergiopolis Eugenio Giovanni Battista Giuseppe Cerina OFMObs oraz biskup Como Carlo Rovelli OP.
8 grudnia 1815 wybrany przez rząd patriarchą Wenecji, co zatwierdził papież Pius VII 23 września 1816. Patriarcha Milesi zmarł 18 września 1819.